# Лосєво (Краснознаменський район)
Лосєво (рос. Лосево) — селище Краснознаменського району, Калінінградської області Росії. Входить до складу Краснознаменського міського округу.
Населення — 29 осіб (2015 рік).

## Населення
| 2002 | 2010 |
| ---- | ---- |
| 37   | ↘29  |